# Springdale (Terre-Neuve-et-Labrador)
Springdale est une ville de Terre-Neuve-et-Labrador au Canada.

## Historique
La région de Springdale a été habitée pour la première fois par des peuples autochtones, y compris les Béothuks et les Mi'kmaq, et certains éléments suggèrent que les Indiens Dorset et Maritimes Archaïques y ont également séjourné.
En 2018, Springdale a reçu une attention nationale après que le conseil municipal eut voté 4-3 contre l'installation d'un passage piéton de fierté LGBT.

## Climat
| Mois                                  | jan.     | fév.       | mars      | avril    | mai       | juin      | jui.      | août      | sep.      | oct.       | nov.      | déc.       | année          |
| ------------------------------------- | -------- | ---------- | --------- | -------- | --------- | --------- | --------- | --------- | --------- | ---------- | --------- | ---------- | -------------- |
| Température minimale moyenne (°C)     | −13,4    | −14        | −9,1      | −3,2     | 1,2       | 5,9       | 10,9      | 10,1      | 5,5       | 1,3        | −2,5      | −9,4       | −1,4           |
| Température moyenne (°C)              | −8       | −8,3       | −3,8      | 1        | 6,4       | 12,1      | 16,8      | 15,7      | 10,9      | 5,8        | 1,3       | −4,8       | 3,8            |
| Température maximale moyenne (°C)     | −2,8     | −2,8       | 1,3       | 5,1      | 11,4      | 18,1      | 22,6      | 21,3      | 16,3      | 10,3       | 5,1       | −0,3       | 8,8            |
| Record de froid (°C) date du record   | −35 1984 | −40,6 1975 | −36 1990  | −20 1969 | −15 1962  | −5 1963   | −1,1 1974 | −1,1 1978 | −3,9 1969 | −12,8 1961 | −24 1989  | −32,2 1972 | −40,6 4/2/1975 |
| Record de chaleur (°C) date du record | 12 1986  | 14 1981    | 15,6 1979 | 22 1986  | 28,3 1963 | 33,3 1967 | 35,5 1983 | 33,9 1976 | 31,7 1965 | 22,8 1976  | 18,9 1977 | 15 1969    | 35,5 5/7/1983  |
| Précipitations (mm)                   | 81,8     | 66         | 74,9      | 63,7     | 75,4      | 89,1      | 78,2      | 103,9     | 85,1      | 108,6      | 97,3      | 86,2       | 1 010,3        |
| dont neige (cm)                       | 62       | 58,1       | 43,7      | 24,9     | 3         | 0         | 0         | 0         | 0         | 3,3        | 17,8      | 49,5       | 262,2          |
| Nombre de jours avec précipitations   | 10       | 8          | 9         | 8        | 10        | 10        | 10        | 11        | 11        | 12         | 11        | 10         | 121            |
| Nombre de jours avec neige            | 8        | 7          | 6         | 4        | 0         | 0         | 0         | 0         | 0         | 0          | 3         | 7          | 36             |

| Diagramme climatique                                  |           |             |             |             |             |              |               |             |              |             |              |
| J                                                     | F         | M           | A           | M           | J           | J            | A             | S           | O            | N           | D            |
| −2,8−13,481,8                                         | −2,8−1466 | 1,3−9,174,9 | 5,1−3,263,7 | 11,41,275,4 | 18,15,989,1 | 22,610,978,2 | 21,310,1103,9 | 16,35,585,1 | 10,31,3108,6 | 5,1−2,597,3 | −0,3−9,486,2 |
| Moyennes : • Temp. maxi et mini °C • Précipitation mm |           |             |             |             |             |              |               |             |              |             |              |

## Démographie
| 2001  | 2006  | 2011  | 2016  |
| ----- | ----- | ----- | ----- |
| 3 045 | 2 764 | 2 907 | 2 971 |

## Personnalités nées à Springdale
- Natasha Henstridge, mannequin et actrice canadienne